# ترنت کونه-دوهرتی
ترنت کونه-دوهرتی (انگلیسی: Trent Kone-Doherty؛ زادهٔ ۳۰ ژوئن ۲۰۰۶) بازیکن فوتبال اهل بریتانیا است که در حال حاضر برای لیورپول در پست مهاجم بازی می‌کند.
وی همچنین در تیم‌های ملی فوتبال زیر ۱۶ سال، زیر ۱۷ سال و زیر ۱۹ سال جمهوری ایرلند بازی کرده است.

## دوران باشگاهی
ترنت کونه-دوهرتی که در دری در ایرلند شمالی زاده شد، نخستین بار فوتبال را از شش‌سالگی با تیم محلی فویل هارپس آغاز کرد.
او در سیزده‌سالگی به دری سیتی پیوست و تمرینات خود را با ترکیب اصلی تیم آغاز کرد. او در بازی‌های دوستانه پیش‌فصل شرکت کرد و در سن پانزده‌سالگی روی نیمکت برای یک بازی در لیگ برتر جمهوری ایرلند برابر سنت پاتریک اتلتیک حضور یافت. گرچه او هرگز برای دری سیتی به میدان نرفت، اما توجه باشگاه اسکاتلندی سلتیک و باشگاه انگلیسی لیورپول را به خود جلب کرد و در سال ۲۰۲۰ برای سلتیک به آزمایش رفت.
در ژوئیهٔ ۲۰۲۲، او با قراردادی به ارزش تقریبی ۱۵۰٬۰۰۰ پوند به لیورپول پیوست. دوران حرفه‌ای او در مرزساید شروعی طوفانی داشت؛ او در ۱۰ بازی نخست خود برای تیم‌های پایهٔ لیورپول، ۹ گل به ثمر رساند. در اوت ۲۰۲۳، او در نخستین بازی خود در لیگ برتر ۲ برای تیم زیر ۲۱ سال لیورپول موفق به گلزنی شد.
کونه-دوهرتی در ۳۱ اکتبر ۲۰۲۳ نخستین قرارداد حرفه‌ای خود را با باشگاه امضا کرد.
او برای نخستین بار در ۲۹ ژانویه ۲۰۲۵ در فهرست تیم اول لیورپول قرار گرفت و روی نیمکت برابر پی‌اس‌وی آیندهوون نشست. در ۹ فوریه، او نخستین بازی رسمی خود را برای تیم اصلی انجام داد و به عنوان بازیکن تعویضی نیمهٔ دوم به جای تری نایونی وارد زمین شد. این بازی در مرحلهٔ چهارم جام حذفی در خانهٔ پلیموث آرگیل با نتیجهٔ ۱–۰ به سود تیم میزبان پایان یافت.